# Wilhelm Herz (Rennfahrer)

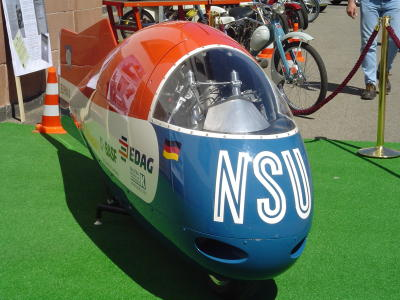
NSU Delphin III Nachbau

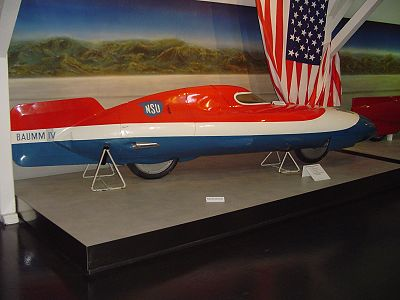
Fliegender Liegestuhl Baumm IV

Wilhelm Herz (* 18. Januar 1912 in Lampertheim; † 5. Januar 1998) war ein deutscher Motorradrennfahrer und Weltrekordhalter.

## Karriere
Wilhelm Herz war das älteste Kind von acht Geschwistern. Nach der Schulzeit machte er eine Schreinerlehre, um später den elterlichen Betrieb zu übernehmen. Als er 18 Jahre alt war und 1930 den Großen Preis von Deutschland für Rennwagen auf dem Nürburgring besucht hatte, änderten sich jedoch seine beruflichen Interessen und er wollte Rennfahrer werden. Ein Rennwagen war zu teuer, weshalb er sich für das Motorrad entschied.
Seine Laufbahn begann 1932 auf einer 498-cm³-DKW mit dem ersten Platz beim Eröffnungsrennen der Ausweisfahrerklasse des Hockenheimrings. 1936 fuhr Herz gelegentlich eine Werks-DKW von Oskar Steinbach und 1937 engagierte August Prüssing ihn für das Werksrennteam von DKW. 1938 stellte DKW keine 500-cm³-Werksmannschaft auf. Deshalb erwarb Herz seine beiden Werksmaschinen. Damit ging er 1938 als Privatfahrer an den Start und wurde in dieser Klasse Deutscher Meister der Privatfahrer. 1939 wechselte er zu NSU und nahm an nationalen und internationalen Rennen teil, unter anderem an der Tourist Trophy auf der Isle of Man. 1948 wurde er auf NSU Deutscher Straßen-Meister in der 350-cm³-Klasse.
Seinen internationalen Ruf erlangte Wilhelm Herz durch zahlreiche Weltrekorde auf zwei und vier Rädern. Die herausragenden Rekorde waren die absoluten Motorradweltrekorde von 1951 auf der Autobahn München–Ingolstadt und von 1956 auf den Bonneville Salt Flats in Utah, USA, jeweils auf NSU. Hier war er der erste Motorradrennfahrer, der mit seinem Fahrzeug Geschwindigkeiten von mehr als 200 mph und 300 km/h erreichte. Mit der stromlinienförmig verkleideten, Delphin III genannten Maschine verbesserte er am 9. August 1956 den bestehenden Weltrekord auf 339 km/h. Das Motorrad hatte einen Zweizylindermotor mit Kompressor, Hubraum 498,7 cm³, Leistung 110 PS bei 8500/min.
Von 1954 bis 1992 war Wilhelm Herz Geschäftsführer des Hockenheimrings und führte ihn durch den Grand-Prix-Status für Motorräder und die Formel 1 zu internationaler Bedeutung. Herz wurde wegen seiner Verdienste um den Motorsport 1952 von Bundespräsident Theodor Heuss mit dem Silbernen Lorbeerblatt ausgezeichnet; 1972 erhielt er von Bundespräsident Gustav Heinemann das Bundesverdienstkreuz 1. Klasse. Die Stadt Lampertheim verlieh ihm 1956 die Ehrenbürgerwürde, die Stadt Hockenheim ehrte Herz 1969 für seine Verdienste um den Hockenheimring mit der Goldenen Verdienstmedaille und beide Städte benannten eine Straße nach ihm. Außerdem zeichnete die Oberste Nationale Sportkommission für den Automobilsport (ONS) Wilhelm Herz 1972 mit der Ehrennadel in Gold aus. Im gleichen Jahr verlieh ihm der Deutsche Motorsport Verband (DMV) die Ehrenmitgliedschaft. 
Das 50-jährige Jubiläum des Weltrekords von 1956 beging sein Sohn Heinz Herz 2006 mit einem Nachbau des Delphin III auf den Bonneville Salt Flats während der BUB Speed Trials mit Demonstrationsfahrten.
Anlässlich des 100. Geburtstages von Wilhelm Herz am 18. Januar 2012 zeigte das Technik-Museum Speyer auf Initiative von Heinz Herz eine Sonderausstellung mit dem Titel „WILHELM HERZ, der Weltrekordmann. Ein Leben im Motorsport“.

## Verweise